# Golden Pass (Alexander-I.-Insel)
Der Golden Pass (englisch für Goldener Pass) ist ein verschneiter Gebirgspass im Norden der Alexander-I.-Insel vor der Westküste der Antarktischen Halbinsel. Er verläuft auf einer Höhe von 1250 m an der Nordseite der Care Heights in den Rouen Mountains.
Das UK Antarctic Place-Names Committee benannte ihn 1977 nach der Farbe des Granitgesteins beiderseits des Passes.